# Papara
|  | No s'ha de confondre amb Papara (plat). |

Papara és un municipi de la Polinèsia Francesa, situat a l'illa de Tahití, que es troba a les Illes del Vent (arxipèlag de les Illes de la Societat). Té 11.743 habitants i és un dels municipis menys densos de l'illa.